# Ана Годінес
Ана Паула Годінес Гонсалес (англ. Ana Paula Godinez Gonzalez; нар. 29 листопада 1999, Агуаскальєнтес, Мексика) — канадська борчиня вільного стилю мексиканського походження, дворазова чемпіонка та срібна призерка Панамериканських чемпіонатів, чемпіонка та бронзова призерка чемпіонатів світу серед молоді, бронзова призерка чемпіонату світу серед юніорів, срібна призерка Ігор Співдружності, учасниця Олімпійських ігор.

## Життєпис
Ана Годінес Гонсалес народилася в Мексиці, але коли їй було всього сім років, її родина змушена була виїхати з Мексики через погрози викрадення її родині з боку наркокартелю. Щоб не викликати тривоги, батько сказав їм пакувати свої речі, ніби вони їдуть у відпустку до Діснейленду. Після кількох днів їзди вони прибули до Ванкувера, і батько повідомив, що вони не повернуться додому.
Ана спочатку грала в регбі, потім, у віці 16 років, вона вирішила зайнятися боротьбою, щоб вдосконалити свої навички регбістки, але ця зміна спорту стала постійною.
2019 року, навчаючись на другому курсі Університету долини Фрейзер, вона здобула подвійну перемогу на чемпіонаті Канади з боротьби в Саскатуні як у молодіжній, так і в старшій вікових категоріях у ваговій категорії до 62 кг. Після цього вона отримала канадське громадянство і змогла представити Канаду на міжнародних змаганнях. Разом з нею до збірної Канади з боротьби входить її старша сестра Карла, що виступає у ваговій категорії до 55 кг. Карла є Панамериканською чемпіонкою та бронзовою призеркою чемпіонату світу.
Ще одна старша сестра Лупіта є майстринею змішаних єдиноборств, яка змагається в Абсолютному бійцівському чемпіонаті (UFC).

## Спортивні результати на міжнародних змаганнях

### Виступи на Олімпіадах
| Змагання                    | Збірна | Вагова категорія          | Місце |
| --------------------------- | ------ | ------------------------- | ----- |
| Літні Олімпійські ігри 2024 | Канада | жіноча боротьба, до 62 кг | 5     |

### Виступи на Чемпіонатах світу
| Змагання                        | Збірна | Вагова категорія          | Місце |
| ------------------------------- | ------ | ------------------------- | ----- |
| Чемпіонат світу з боротьби 2019 | Канада | жіноча боротьба, до 62 кг | 13    |
| Чемпіонат світу з боротьби 2021 | Канада | жіноча боротьба, до 62 кг | 8     |
| Чемпіонат світу з боротьби 2022 | Канада | жіноча боротьба, до 62 кг | 5     |
| Чемпіонат світу з боротьби 2023 | Канада | жіноча боротьба, до 62 кг | 13    |

### Виступи на Панамериканських чемпіонатах
| Змагання                                   | Збірна | Вагова категорія          | Місце  |
| ------------------------------------------ | ------ | ------------------------- | ------ |
| Панамериканський чемпіонат з боротьби 2022 | Канада | жіноча боротьба, до 62 кг | Золото |
| Панамериканський чемпіонат з боротьби 2023 | Канада | жіноча боротьба, до 62 кг | Золото |
| Панамериканський чемпіонат з боротьби 2024 | Канада | жіноча боротьба, до 62 кг | Срібло |

### Виступи на Іграх Співдружності
| Змагання                | Збірна | Вагова категорія          | Місце  |
| ----------------------- | ------ | ------------------------- | ------ |
| Ігри Співдружності 2022 | Канада | жіноча боротьба, до 62 кг | Срібло |

### Виступи на інших змаганнях
| Змагання                                                        | Збірна | Вагова категорія          | Місце  |
| --------------------------------------------------------------- | ------ | ------------------------- | ------ |
| Кубок Канади з боротьби 2019                                    | Канада | жіноча боротьба, до 62 кг | Срібло |
| Відкритий чемпіонат Польщі з боротьби 2021                      | Канада | жіноча боротьба, до 62 кг | Срібло |
| Меморіал Маттео Пелліконе 2022                                  | Канада | жіноча боротьба, до 62 кг | 4      |
| Гран-прі Іспанії з боротьби 2022                                | Канада | жіноча боротьба, до 62 кг | Срібло |
| Гран-прі Франції Анрі Деглана 2023                              | Канада | жіноча боротьба, до 62 кг | Золото |
| Відкритий чемпіонат Загреба з боротьби 2023                     | Канада | жіноча боротьба, до 62 кг | 8      |
| Турнір К. У. Кожомкула і Р. Санатбаєва 2023                     | Канада | жіноча боротьба, до 62 кг | Бронза |
| Меморіал Імре Поляка та Яноша Варги 2023                        | Канада | жіноча боротьба, до 62 кг | 12     |
| Відкритий чемпіонат Польщі з боротьби 2023                      | Канада | жіноча боротьба, до 62 кг | Бронза |
| Міжнародний меморіал Білла Фаррелла 2023                        | Канада | жіноча боротьба, до 62 кг | Золото |
| Відкритий чемпіонат Загреба з боротьби 2024                     | Канада | жіноча боротьба, до 62 кг | 5      |
| Олімпійський кваліфікаційний турнір з боротьби 2024 (Акапулько) | Канада | жіноча боротьба, до 62 кг | Золото |
| Меморіал Імре Поляка та Яноша Варги 2024                        | Канада | жіноча боротьба, до 62 кг | Золото |
| Меморіал Маттео Пелліконе 2024                                  | Канада | жіноча боротьба, до 62 кг | Золото |

### Виступи на змаганнях молодших вікових груп
| Змагання                                      | Збірна | Вагова категорія          | Місце  |
| --------------------------------------------- | ------ | ------------------------- | ------ |
| Чемпіонат світу з боротьби серед юніорів 2019 | Канада | жіноча боротьба, до 62 кг | Бронза |
| Чемпіонат світу з боротьби серед молоді 2021  | Канада | жіноча боротьба, до 62 кг | Золото |
| Чемпіонат світу з боротьби серед молоді 2022  | Канада | жіноча боротьба, до 62 кг | Бронза |